# Liste der Eingemeindungen in die Stadt Marienberg
Mit der Eingemeindung von Zöblitz als derzeit letzte Eingemeindung in die Stadt Marienberg gehört die Stadt zu den flächengrößten Städten in Sachsen. Im Erzgebirgskreis ist die Stadt Marienberg flächengrößte Stadt.
In der ersten Tabelle stehen alle ehemaligen Gemeinden und Gutsbezirke, die direkt nach Marienberg eingemeindet wurden. Die Gemeinden, die am gleichen Tag eingemeindet wurden, werden in alphabetischer Reihenfolge aufgeführt.
In der zweiten Tabelle stehen die ehemals selbständigen Gemeinden und Gutsbezirke in alphabetischer Reihenfolge, die zunächst nicht in die Stadt Marienberg, sondern in eine andere Gemeinden eingegliedert wurden.

## Eingemeindungen in die Stadt Marienberg
| Ehemalige Gemeinde bzw. Gutsbezirk             | Datum             | Zuwachs in ha | Anmerkung |
| ---------------------------------------------- | ----------------- | ------------- | --- |
| Wüstenschlette                                 | 1533              |               | die Gerichtsbarkeit geht vom Amt Wolkenstein auf die Stadt über, 1523 wurde die Stadt Marienberg auf ein Teil der Flur gegründet                                                                        |
| Dörfel                                         | ?, vor 1839       |               | |
| Gebirge                                        | ?, vor 1839       |               | |
| Gelobtland                                     | 4. Februar 1835   |               | die Amtsunmittelbare Ortschaft wurde vom Amt Wolkenstein gegen die Ober - und Niedergerichtsbarkeit über Boden (Ratsseite) und Schindelbach eingetauscht                                                |
| Hilmersbach                                    | 4. Februar 1835   |               | die Amtsunmittelbare Ortschaft wurde vom Amt Wolkenstein gegen die Ober - und Niedergerichtsbarkeit über Boden (Ratsseite) und Schindelbach eingetauscht                                                |
| Wüstenschlette (Amtsseite)                     | 4. Februar 1835   |               | die Ortschaft mit 4 Bauerngütern (Ortslistennummer 554, 555, 556 und 564/565) wurde vom Amt Wolkenstein gegen die Ober - und Niedergerichtsbarkeit über Boden (Ratsseite) und Schindelbach eingetauscht |
| Hirschstein (Sieh dich für), Gutsbezirk        | 1899/1900         |               | Aufhebung des Gutsbezirks, die Immobilien des Vorwerks befinden sich im Eigentum der Stadt Marienberg                                                                                                   |
| Staatsforstrevier Großrückerswalde, Gutsbezirk | 1. Dezember 1948  | 1499,80       | Teileingliederung |
| Staatsforstrevier Marienberg, Gutsbezirk       | 1. Dezember 1948  | 1603,93       | Teileingliederung, außer Abteilung 44 bis 47 |
| Staatsforstrevier Reitzenhain, Gutsbezirk      | 1. Dezember 1948  | 1749,84       | Teileingliederung, außer Abteilung 12 |
| Staatsforstrevier Marienberg, Gutsbezirk       | 21. März 1949     | 49,80         | Teileingliederung im Zuge der Bodenreform |
| Lauta                                          | 1. Januar 1994    | 348,68        | |
| Niederlauterstein                              | 1. Januar 1996    | 305,15        | |
| Lauterbach                                     | 1. Januar 1998    | 1216,98       | |
| Hirtstein                                      | 1. Januar 2003    | 2043,40       | |
| Pobershau                                      | 1. Januar 2012    | 541,06        | |
| Zöblitz                                        | 31. Dezember 2012 | 2214,17       | |

Am 1. Juli 2002 fand ein Umgliederung von 3,5139 ha und 18 Einwohnern von Marienberg nach Pobershau statt. Im Gegenzug wurden 2,5560 ha von Pobershau nach Marienberg umgegliedert.
Am 16. Januar 2003 wurden 0,0810 ha von Pobershau nach Marienberg umgegliedert.

## Eingemeindungen in Gemeinden, die später in die Stadt Marienberg eingemeindet wurden
| Ehemalige Gemeinde bzw. Gutsbezirk    | Datum             | Anmerkung |
| ------------------------------------- | ----------------- | --- |
| Ansprung                              | 1. Januar 1999    | Eingemeindung nach Zöblitz |
| Einsiedel-Sensenhammer                | 1874              | Eingemeindung nach Rübenau |
| Grundau                               | 1. September 1931 | Eingemeindung nach Ansprung |
| Jüdenhain                             | 1895              | Umgliederung von Marienberg nach Lauta                                                                                               |
| Kühnhaide                             | 1. Januar 1994    | Zusammenschluss mit Reitzenhain, Rübenau und Satzung zur Gemeinde Hirtstein                                                          |
| Kühnhaide, Gutsbezirk                 | 1. Januar 1920    | Eingemeindung nach Kühnhaide |
| Niedernatzschung                      | ?                 | Eingemeindung nach Rübenau |
| Obernatzschung                        | ?                 | Eingemeindung nach Rübenau |
| Pobershau (Amtsseite)                 | 10. März 1857     | Zusammenschluss mit Pobershau (Ratsseite) zu Pobershau                                                                               |
| Pobershau (Ratsseite)                 | 10. März 1857     | Zusammenschluss mit Pobershau (Amtsseite) zu Pobershau                                                                               |
| Reitzenhain                           | 1. Januar 1994    | Zusammenschluss mit Kühnhaide, Rübenau und Satzung zur Gemeinde Hirtstein                                                            |
| Rittersberg                           | 1. Januar 1994    | Eingemeindung nach Pobershau |
| Rübenau                               | 1. Januar 1994    | Zusammenschluss mit Kühnhaide, Reitzenhain und Satzung zur Gemeinde Hirtstein                                                        |
| Rübenau, Gutsbezirk Rittergut         | ?                 | Eingemeindung nach Rübenau |
| Satzung                               | 1. Januar 1994    | Zusammenschluss mit Kühnhaide, Reitzenhain und Rübenau zur Gemeinde Hirtstein                                                        |
| Schlossmühle, Gutsbezirk              | 1. Januar 1921    | Eingemeindung nach Niederlauterstein                                                                                                 |
| Sorgau                                | 1. Mai 1974       | Eingemeindung nach Ansprung |
| Staatsforstrevier Zöblitz, Gutsbezirk | 1. Dezember 1948  | Teileingliederung (Thesenwald und Knochen) nach Ansprung (16,20 ha in die Gemarkung Ansprung und 208,36 ha in die Gemarkung Grundau) |
| Staatsforstrevier Zöblitz, Gutsbezirk | 15. Dezember 1948 | Teileingliederung nach Ansprung im Zuge der Bodenreform                                                                              |
| Staatsforstrevier Zöblitz, Gutsbezirk | 15. Dezember 1948 | Teileingliederung nach Lauterbach im Zuge der Bodenreform                                                                            |
| Staatsforstrevier Zöblitz, Gutsbezirk | 1. Dezember 1948  | Teileingliederung nach Niederlauterstein                                                                                             |
| Staatsforstrevier Zöblitz, Gutsbezirk | 15. Dezember 1948 | Teileingliederung nach Niederlauterstein im Zuge der Bodenreform                                                                     |
| Staatsforstrevier Zöblitz, Gutsbezirk | 4. September 1948 | Teileingliederung nach Pobershau im Zuge der Bodenreform                                                                             |
| Staatsforstrevier Zöblitz, Gutsbezirk | 1. Dezember 1948  | Teileingliederung nach Pobershau |
| Staatsforstrevier Zöblitz, Gutsbezirk | 3. Januar 1949    | Teileingliederung nach Rittersberg                                                                                                   |
| Staatsforstrevier Zöblitz, Gutsbezirk | 15. Dezember 1948 | Teileingliederung nach Lauterbach im Zuge der Bodenreform                                                                            |
| Staatsforstrevier Zöblitz, Gutsbezirk | 1. Dezember 1948  | Teileingliederung nach Sorgau |
| Staatsforstrevier Zöblitz, Gutsbezirk | 15. Dezember 1948 | Teileingliederung nach Sorgau im Zuge der Bodenreform                                                                                |
| Staatsforstrevier Zöblitz, Gutsbezirk | 21. März 1949     | Teileingliederung nach Zöblitz |